# Enicospilus kigasirae
Enicospilus kigasirae är en stekelart som först beskrevs av Tohru Uchida 1940.  Enicospilus kigasirae ingår i släktet Enicospilus och familjen brokparasitsteklar. Inga underarter finns listade i Catalogue of Life.